# Bendt Bendtsen
Bendt Bendtsen (ur. 25 marca 1954 w Odense) – duński polityk, w latach 1999–2008 przewodniczący Konserwatywnej Partii Ludowej, parlamentarzysta krajowy, wicepremier i minister, poseł do Parlamentu Europejskiego VII i VIII kadencji.

## Życiorys
Ukończył w 1971 szkołę gimnazjalną Odense Friskole, a w 1972 szkołę rolniczą Korinth Landbrugsskole. W 1975 został absolwentem szkoły policyjnej. Kształcił się również w zakresie rachunkowości i ekonomiki przedsiębiorstw w TietgenSkolen w Odense. Początkowo pracował w rolnictwie, od 1980 jako funkcjonariusz policji. W 1984 został inspektorem-detektywem w wydziale kryminalno-śledczym.
W latach 80. zaangażował się także w działalność Konserwatywnej Partii Ludowej, był autorem jej programu prawnego z 1987. Dwa lata później uzyskał mandat radnego Odense. W latach 90. był rzecznikiem konserwatystów w różnych dziedzinach. Od 1994 do 2009 sprawował nieprzerwanie mandat posła do Folketingetu.
5 sierpnia 1999, po porażce swojego ugrupowania w wyborach parlamentarnych, objął stanowiska przewodniczącego Konserwatywnej Partii Ludowej. Od 27 listopada 2001 wchodził w skład koalicyjnych gabinetów premiera Andersa Fogh Rasmussena, w którym pełnił funkcję wicepremiera oraz ministra handlu i gospodarki. Do 18 czerwca 2002 zajmował także stanowisko ministra ds. współpracy nordyckiej.
9 września 2008 zrezygnował z obu zajmowanych funkcji (partyjnej i rządowej). Wystartował w eurowyborach w 2009 jako lider konserwatystów, uzyskując mandat posła do Parlamentu Europejskiego. W 2014 z powodzeniem ubiegał się o reelekcję.